# Kostel svatého Michaela archanděla (Brandov)
Kostel svatého Michaela archanděla je římskokatolický kostel zasvěcený sv. Michaelovi archandělovi v Brandově v okrese Most. Byl postaven v letech 1720–1730.

## Historie

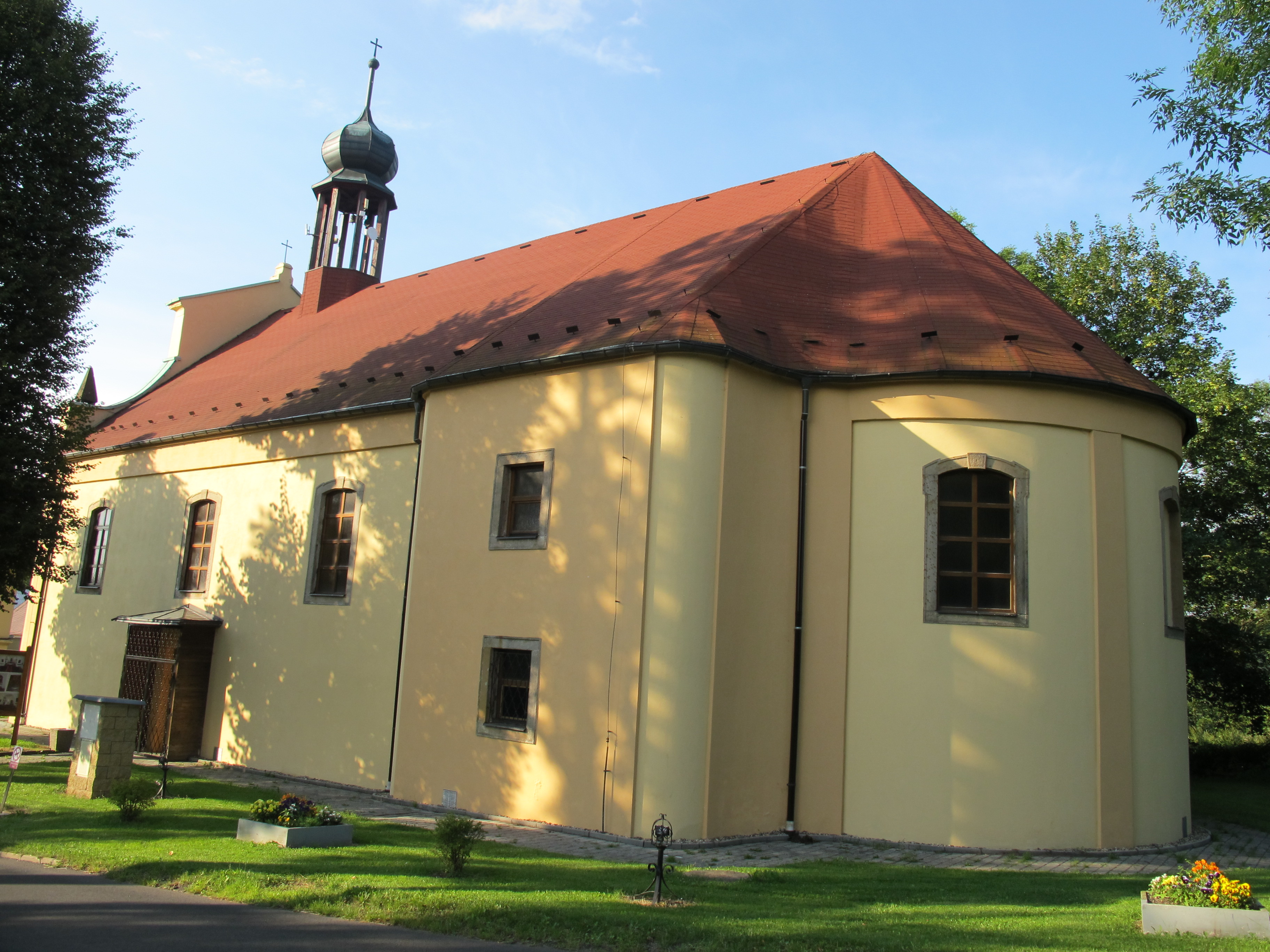
Brandovský kostel od závěru

První písemná zmínka o zdejším kostele pochází z roku 1622. Současná barokní stavba je ale z let 1720-1730. Od roku 1963 je kostel chráněn jako kulturní památka. V roce 1989 se mu propadla střecha, obnoven byl v roce 1993.

## Architektura
Barokní kostel stojí ve středu obce na severní straně ulice Rudé armády, orientován ze severozápadu na jihovýchod. Má jednu loď a polokruhový presbytář, který je po stranách doplněn obdélníkovou sakristií a kaplí. Průčelí je uprostřed členěno rizalitem zakončeným trojúhelníkovým frontonem.
U kostela stojí socha sv. Jana Nepomuckého z roku 1730, která je rovněž památkově chráněná.